# Denis Pederson
Pour les articles homonymes, voir Pederson.
Denis Erio Pederson (né le 10 septembre 1975) est un joueur de hockey sur glace canadien. Il joue un total de 435 parties dans la Ligue nationale de hockey et obtient de grands succès lors de son passage dans le Deutsche Eishockey Liga (DEL) avec l'Eisbären de Berlin.

## Biographie
Né à Prince Albert en Saskatchewan, Pederson joue avec le Carlton Park Mustangs et joint par la suite l'équipe de hockey junior, les Raiders de Prince Albert, à l'âge de 16 ans.
Les Devils du New Jersey le choisisse à leur 1er tour lors du Repêchage d'entrée dans la LNH 1993. Continuant de jouer pour les Raiders dans la Ligue de hockey de l'Ouest et passant également du temps avec les River Rats d'Albany, il fait ses débuts dans la LNH durant la saison 1995-1996.
En 2000, il est échangé avec Brendan Morrison contre Alexander Mogilny des Canucks de Vancouver.
Jusqu'en 2003, Pederson joue 435 parties dans la LNH avec les Devils du New Jersey, les Canucks de Vancouver, les Coyotes de Phoenix et les Predators de Nashville..
De 2003 à 2012, Pederson joue avec l'Eisbären Berlin et remporte six championnats allemand ainsi que le Trophée européen 2010 avec l'équipe. En décembre 2015, son chandail #20 est retiré par l'équipe.
Pederson est introduit au Temple de la renommée des sports de Prince Albert (Prince Albert Sports Hall of Fame) en 2015,.

## Statistiques en carrière

### Saison régulière et série éliminatoire
| 1991–92    | Raiders de Prince Albert | LHOu       | 10  | 0   | 0   | 0   | 6   | 7  | 0  | 1  | 1  | 13 |
| 1992–93    | Raiders de Prince Albert | LHOu       | 72  | 33  | 40  | 73  | 134 | —  | —  | —  | —  | —  |
| 1993–94    | Raiders de Prince Albert | LHOu       | 71  | 53  | 45  | 98  | 157 | —  | —  | —  | —  | —  |
| 1994–95    | Raiders de Prince Albert | LHOu       | 63  | 30  | 38  | 68  | 122 | 15 | 11 | 14 | 25 | 14 |
| 1994–95    | River Rats d'Albany      | LAH        | —   | —   | —   | —   | —   | 3  | 0  | 0  | 0  | 2  |
| 1995–96    | River Rats d'Albany      | LAH        | 68  | 28  | 43  | 71  | 104 | 4  | 1  | 2  | 3  | 0  |
| 1995–96    | Devils du New Jersey     | LNH        | 10  | 3   | 1   | 4   | 0   | —  | —  | —  | —  | —  |
| 1996–97    | River Rats d'Albany      | LAH        | 3   | 1   | 3   | 4   | 7   | —  | —  | —  | —  | —  |
| 1996–97    | Devils du New Jersey     | LNH        | 70  | 12  | 20  | 32  | 62  | 9  | 0  | 0  | 0  | 2  |
| 1997–98    | Devils du New Jersey     | LNH        | 80  | 15  | 13  | 28  | 97  | 6  | 1  | 1  | 2  | 2  |
| 1998–99    | Devils du New Jersey     | LNH        | 76  | 11  | 12  | 23  | 66  | 3  | 0  | 1  | 1  | 0  |
| 1999–00    | Devils du New Jersey     | LNH        | 35  | 3   | 3   | 6   | 16  | —  | —  | —  | —  | —  |
| 1999–00    | Canucks de Vancouver     | LNH        | 12  | 3   | 2   | 5   | 2   | —  | —  | —  | —  | —  |
| 2000–01    | Canucks de Vancouver     | LNH        | 61  | 4   | 8   | 12  | 65  | 4  | 0  | 1  | 1  | 4  |
| 2001–02    | Canucks de Vancouver     | LNH        | 29  | 1   | 5   | 6   | 31  | —  | —  | —  | —  | —  |
| 2001–02    | Coyotes de Phoenix       | LNH        | 19  | 1   | 1   | 2   | 20  | 5  | 0  | 2  | 2  | 0  |
| 2002–03    | Predators de Nashville   | LNH        | 43  | 4   | 6   | 10  | 39  | —  | —  | —  | —  | —  |
| 2003–04    | Eisbären Berlin          | DEL        | 41  | 15  | 21  | 36  | 40  | 11 | 5  | 6  | 11 | 8  |
| 2004–05    | Eisbären Berlin          | DEL        | 49  | 19  | 19  | 38  | 75  | 12 | 7  | 4  | 11 | 20 |
| 2005–06    | Eisbären Berlin          | DEL        | 49  | 17  | 24  | 41  | 96  | 11 | 5  | 7  | 12 | 16 |
| 2006–07    | Rivermen de Peoria       | LAH        | 1   | 0   | 0   | 0   | 0   | —  | —  | —  | —  | —  |
| 2006–07    | Eisbären Berlin          | DEL        | 29  | 13  | 15  | 28  | 84  | 2  | 0  | 1  | 1  | 4  |
| 2007–08    | Eisbären Berlin          | DEL        | 25  | 13  | 18  | 31  | 55  | 12 | 5  | 5  | 10 | 12 |
| 2008–09    | Eisbären Berlin          | DEL        | 52  | 19  | 34  | 53  | 32  | 12 | 4  | 5  | 9  | 12 |
| 2009–10    | Eisbären Berlin          | DEL        | 54  | 19  | 33  | 52  | 75  | 5  | 2  | 0  | 2  | 0  |
| 2010–11    | Eisbären Berlin          | DEL        | 46  | 16  | 21  | 37  | 68  | —  | —  | —  | —  | —  |
| 2011–12    | Eisbären Berlin          | DEL        | 3   | 0   | 1   | 1   | 2   | —  | —  | —  | —  | —  |
| Totaux LNH | Totaux LNH               | Totaux LNH | 435 | 57  | 71  | 128 | 398 | 27 | 1  | 5  | 6  | 8  |
| Totaux DEL | Totaux DEL               | Totaux DEL | 348 | 131 | 186 | 317 | 527 | 65 | 28 | 28 | 56 | 72 |

### En équipe nationale
| Année | Équipe     | Évènement                   |   | PJ | B | A | Pts | Pun           |  | Résultat |
| 1995  | Canada U20 | Championnat du monde junior | 7 | 2  | 2 | 4 | 0   | Médaille d'or |  |          |